# Etna (Maine)
Etna és una població dels Estats Units a l'estat de Maine (EUA). Segons el cens del 2000 tenia 1.012 habitants.

## Demografia
Segons el cens del 2000, Etna tenia 1.012 habitants, 392 habitatges, i 295 famílies. La densitat de població era de 16 habitants/km².
Dels 392 habitatges en un 32,1% hi vivien nens de menys de 18 anys, en un 61,2% hi vivien parelles casades, en un 8,2% dones solteres, i en un 24,7% no eren unitats familiars. En el 17,6% dels habitatges hi vivien persones soles el 6,6% de les quals corresponia a persones de 65 anys o més que vivien soles. El nombre mitjà de persones vivint en cada habitatge era de 2,58 i el nombre mitjà de persones que vivien en cada família era de 2,89.
Per edats la població es repartia de la següent manera: un 24,3% tenia menys de 18 anys, un 7,9% entre 18 i 24, un 31,6% entre 25 i 44, un 26,2% de 45 a 60 i un 10% 65 anys o més.
L'edat mediana era de 37 anys. Per cada 100 dones de 18 o més anys hi havia 94,4 homes.
La renda mediana per habitatge era de 33.681 $ i la renda mediana per família de 37.750 $. Els homes tenien una renda mediana de 30.057 $ mentre que les dones 21.250 $. La renda per capita de la població era de 14.633 $. Entorn del 13,5% de les famílies i el 18,1% de la població estaven per davall del llindar de pobresa.